# Bruno Montelongo
Bruno Montelongo (* 18. září 1987, Montevideo, Uruguay) je uruguayský fotbalový obránce. Vyrostl v klubu River Plate Montevideo. Na jednu sezonu byl zapůjčen do Itálie do klubů AC Milán a Bologna FC 1909. Ani v jednou nenastoupil do soutěžního utkání.

## Úspěchy

### Reprezentační
- 1× na MS U20 (2007)